# Polyglycitolstroop
Polyglycitolstroop (E-nummer E964) is een zoetstof die voornamelijk bestaat uit maltitol, sorbitol en kleinere hoeveelheden gehydrogeneerde oligo- en polysachariden en maltotriitol.
Het is een reukloze, heldere en kleurloze, viskeuze vloeistof. Ze is zeer goed oplosbaar in water. In watervrije toestand bevat ze maximaal 50% maltitol, maximaal 20% sorbitol en minimaal 50% polyolen met een hogere molecuulmassa.  Daarmee verschilt de samenstelling van die van maltitolstroop (E-nummer E965ii), dat ten minste 50% maltitol bevat, en waarvan het gehalte aan sorbitol of hogere polyolen niet gespecificeerd is.
Het wordt geproduceerd door een mengsel van glucose, maltose en hogere polymeren van glucose, dat door de hydrolyse van zetmeel werd bekomen, katalytisch te hydrogeneren op een manier die vergelijkbaar is met de productie van maltitolstroop.
Polyglycitolstroop wordt toegepast als zoetstof in suikervrije voedingswaren, waaronder ontbijtgranen, kauwgum, snoepgoed, jam of confituur. Het is in de Europese Unie toegelaten met het E-nummer E964, vanaf 29 november 2012. In vergelijking met andere polyolen is polyglycitolstroop minder zoet, levert het meer volume en ondoorzichtigheid op, en bindt het beter en verhoogt het de stabiliteit van de producten. Een aanvaardbare dagelijkse inname (ADI) is niet vastgesteld.